# Joaquín Benjumea Burín
Joaquín Benjumea Burín (Sevilla, 17 de gener de 1878 - Sevilla, 30 de desembre de 1963), I Comte de Benjumea, polític espanyol amb la dictadura de Franco.

## Biografia
Procedent d'una família de la burgesia agrària acomodada. El seu pare Diego Benjumea Pérez de Seoane era advocat, ramader i propietari agrícola. El seu germà Rafael, comte de Guadalhorce, va arribar a ser ministre durant la dictadura de Primo de Rivera.
Joaquín va estudiar enginyeria de mines, treball que va exercir en llocs de responsabilitat durant molts anys. També es va especialitzar en estudis hidroelèctrics, l'interès dels quals compartia amb l'agricultura i la ramaderia, de les quals era un gran coneixedor.
Va casar amb María Manuela Medina y Togores, tenint set fills: Diego, Manuela, Alfonso María, Luis, Isabel, Ana María i Marta. Un d'ells va morir als primers moments de la Guerra Civil a Sevilla.
Va ser nomenat president de la Diputació de Sevilla. Al maig de 1938 va ser designat responsable de Servei Nacional de Regions Devastades i Reparacions, ja que posteriorment va simultanejar amb el d'alcalde de Sevilla, càrrec que va exercir entre novembre de 1938 i juliol de 1939. Al març de 1939 era director de l'Institut de Crèdit per a la Reconstrucció Nacional, sentant les bases econòmiques per a aquesta tasca.
Posteriorment va ser ministre del Govern de Franco durant més de dotze anys. Va ser titular del ministeri d'Agricultura i de forma interina el de Treball (10-8-1939 a 16-10-1940 i des de 16-10-1940 a 19-5-1941], Ministre d'Hisenda (20-5-1941 a 18-7-1951), càrrec en el qual es va concentrar en la reconstrucció del país després de la guerra. El 7 de setembre de 1951 va ser nomenat Governador del Banc d'Espanya lloc que va exercir fins a la seva mort
En 1951 Francisco Franco li atorgà el Comtat de Benjumea.

## Parlamentari
Procurador en les Corts i Conseller Nacional durant el franquisme per la seva condició de Membre del Govern (Ministre d'Hisenda) en la I Legislatura de les Corts Espanyoles (1943-1946), després del seu cessament com a ministre va ser designat, el 18 d'octubre de 1951, procurador a les Corts Espanyoles pel Cap de l'Estat per la III Legislatura de les Corts Espanyoles (1949-1952), Va ser successivament designat fins a la seva defunció.